# Juan Sabines Gutiérrez, Tecpatán
Juan Sabines Gutiérrez är en ort i Mexiko.   Den ligger i kommunen Tecpatán och delstaten Chiapas, i den sydöstra delen av landet, 700 km öster om huvudstaden Mexico City. Juan Sabines Gutiérrez ligger 219 meter över havet och antalet invånare är 748.
Terrängen runt Juan Sabines Gutiérrez är huvudsakligen kuperad. Juan Sabines Gutiérrez ligger nere i en dal. Runt Juan Sabines Gutiérrez är det ganska glesbefolkat, med 42 invånare per kvadratkilometer. Närmaste större samhälle är Tecpatán, 15,7 km sydost om Juan Sabines Gutiérrez. I omgivningarna runt Juan Sabines Gutiérrez växer huvudsakligen savannskog.